# دی‌سی‌آی
ابتکارات سینمای دیجیتال (به انگلیسی: Digital Cinema Initiatives) که به اختصار دی‌سی‌آی (DCI) نامیده می‌شود؛ کنسرسیومی متشکل از استودیوهای سینمایی بزرگ به‌منظور معین سازی ویژگی‌های معماری سیستم‌های مشترک می‌باشد که در خصوص سیستم‌های سینمای دیجیتال شکل گرفته است.
این سازمان در مارس سال ۲۰۰۲ توسط مترو گلدوین میر (Metro-Goldwyn-Mayer)، پارامونت پیکچرز (Paramount Pictures)، سونی پیکچرز (Sony Pictures)، استودیوهای قرن بیستم (20th Century Studios)، استودیو یونیورسال آی‌ان‌سی (Universal Studios, Inc)، استودیوهای والت دیزنی (Walt Disney Studios) و برادران وارنر (Warner Bros) تأسیس شد.
هدف اساسی از تشکیل DCI خلق و مستند‌سازی خصوصیات سیستم‌های معماری باز، در حوضه سینمای دیجیتال می‌باشد؛ که عملکرد فنی مطمئن، یکنواختی و کیفیت بالا را تضمین می‌کند.بوسیلهٔ ایجاد مجموعه‌ای مشترک از ملزومات محتوا، توزیع‌کنندگان فیلم، استودیو ها، سالن های سینما، سازندگان و فروشندگان سینمای دیجیتال می‌توانند از تعامل داشتن و امکان سازگاری با DCI اطمینان حاصل کنند. به سبب ارتباط گسترده DCI با بسیاری از استودیو های کلیدی هالیوود، اطمینان داشتن از هماهنگی و همسانی با ویژگی‌های این کنسرسیوم، برای بسیاری از برنامه‌نویسان و تولید کنندگان تجهیزات که بازار سینمای دیجیتال را مورد هدف قرار داده‌ اند، یک الزام به شمار می‌آید.